# Ethinylmagnesiumbromid
Ethinylmagnesiumbromid ist eine Grignardverbindung, die zur Einführung von Ethinylgruppen in andere Verbindungen dient, um beispielsweise Propargylalkohole herzustellen.

## Herstellung
Die Gewinnung von Ethinylmagnesiumbromid ist durch Reaktion von Ethylmagnesiumbromid mit Acetylen in Tetrahydrofuran (THF) möglich, wobei als Nebenprodukt Ethan entsteht. Um eine Disproportionierung zu vermeiden, ist es vorteilhaft, wenn das Ethylmagnesiumbromid in eine gesättigte Lösung von Acetylen in THF gegeben wird, sodass die Acetylenkonzentration größer als die des eingesetzten Grignard-Reagenzes ist.

## Reaktionen
Ethinylmagnesiumbromid disproportioniert leicht, wobei Acetylen und Acetylenbis(magnesiumbromid) entsteht. Die Reaktion von Ethinylmagnesiumbromid mit Aldehyden und Ketonen, beispielsweise Butanon, Acetophenon oder Phenylacetaldehyd, ergibt Propargylalkohole.
Die Reaktion von Ethinylmagnesiumbromid mit Triisopropylsilylchlorid ergibt Ethinyl(triisopropyl)silan. Analoge Reaktionen sind auch mit Trimethylsilylchlorid, Trimethylzinnchlorid und Tributylzinnchlorid möglich. Es wurde auch in einer Totalsynthese des Insektenpheromons Methyltetradeca-2,4,5-trienoat eingesetzt, die mit der Addition von Ethinylmagnesiumbromid an 3-Cyanopropanal beginnt, die einen Propargylalkohol ergibt.